# 駿馬一號不動產投資信託基金
駿馬一號不動產投資信託基金（簡稱駿馬一號或駿馬R1，臺證所：01008T）是臺灣國產實業集團、中興保全、嘉新資產、惠普、中鼎工程、嘉泥建設擔任發起人的不動產投資信託（REITs），成立於2007年5月3日，基金規模為新台幣42.8億元，掛牌價為新台幣10元，以一千個受益權為交易單位。
駿馬一號所擁有的三棟大樓包括國產實業大樓（臺北市大同區鄭州路137、139號，商業辦公大樓）、中鼎大樓（臺北市大安區敦化南路二段77號，商業辦公大樓）及漢偉資訊大樓（新北市中和區連城路168號、168之1號及168之2號，廠辦大樓）。
駿馬一號於2011年12月15日公開標售中鼎大樓21樓約231.57坪的資產，由金桔投資公司以1億7816萬1888元得標，總價只比底價多了新台幣4萬餘元。中鼎大樓相較周邊的凌雲通商、葉財記大樓、摩天東帝士大樓等，室內樓板挑高較低、採光較差，房價也相對較低。
2012年3月中華信評將駿馬一號的短期企業信用評等由twA-2調升至twA-1，長期企業信用評等由twA-調升至twA。
2014年4月30日受益人大會決議清算下市，2015年4月8日下市。

## 收益分配
| 2008年第一次 | 2008年第二次 | 2009年第一次 | 2009年第二次 | 2010年第一次 | 2010年第二次 |
| ------------ | ------------ | ------------ | ------------ | ------------ | ------------ |
| 269          | 216          | 213          | 202          | 157          | 141          |

| 2011年第一次 | 2011年第二次 | 2012年第一次 | 2012年第二次 | 2013年第一次 | 2013年第二次 |
| ------------ | ------------ | ------------ | ------------ | ------------ | ------------ |
| 168          | 186          | 181          | 347          | 202          | 202          |

| 2014年第一次 | 2014年第二次 |
| ------------ | ------------ |
| 202          | 182          |

- 收益分配為每壹仟個受益權單位所分配之現金收益，單位為新台幣。
- 收益分配日為每半個會計年度結束後四個月內。

## 外部連結
- 公開資訊觀測站－不動產投資信託受益證券 （页面存档备份，存于）
- 公開資訊觀測站－REITs公告彙總查詢（收益分配）
- 台嘉國際（駿馬REITs）